# Brendan Nelson
Brendan John Nelson, né le 19 août 1958 à Melbourne en Australie, est un homme politique australien, membre du Parti libéral. 
Député de la circonscription de Bradfield en Nouvelle-Galles du Sud depuis le 2 mars 1996, il est désigné chef de l'opposition après la défaite de John Howard aux élections fédérales du 24 novembre 2007. Mis en minorité (41 voix contre 45) lors d'un vote interne au parti en septembre 2008, il est remplacé par Malcolm Turnbull.

## Biographie
À l'issue de ses études à Adélaïde, il obtient son diplôme de médecin généraliste à l'université Flinders. Il exerce son métier de médecin à Hobart, en Tasmanie de 1985 à 1995 et gravit les échelons pour devenir président fédéral de l'Association des médecins australiens de 1993 à 1995.
Membre du Parti travailliste à partir de 1988, il ne peut obtenir de sa formation politique sa désignation comme candidat à un siège de député. Il se tourne alors vers le Parti libéral en 1994 et peut se présenter comme candidat à la députation pour la circonscription de Bradfield où il est élu en 1996.
Au sein du gouvernement dirigé par John Howard, il devient ministre de l'Éducation en 2001 puis le 24 janvier 2006, ministre de la Défense.
Après la défaite de John Howard, il est élu chef du Parti libéral à une courte majorité de 45 voix contre 42 face à Malcolm Turnbull avant de perdre son poste moins d'un an plus tard lors d'un nouveau vote.
Le 25 août 2009, il annonce sa retraite politique, provoquant une élection partielle dans sa circonscription de Bradfield. 
En septembre 2009, il est nommé par Le Premier ministre Kevin Rudd ambassadeur auprès de l'Union européenne, l'OTAN, la Belgique et le Luxembourg ainsi que représentant spécial de l'Australie auprès de l'Organisation mondiale de la santé. 